# Cilvituk
Cilvituk war eine Mayastätte der Postklassik in Mexiko.
Ähnlich wie Tayasal, wurde die Stadt auf einer Insel erbaut, jedoch in der Laguna de Silvituc und bereits im 10. Jahrhundert. Sie erlebte dann bis 1525 ihre Blütezeit.
Politisch grenzte das Einflussgebiet der unabhängigen Stadt im Nordosten an das Fürstentum Chan Putum, im Westen an die Fürstentümer der Contal und südlich an die der Acalán Maya mit ihrer Hauptstadt Itzamkanac. Heute befindet sich die archäologische Stätte im Bundesstaat Campeche.
Bei Ausgrabungen konnten verschiedene architektonische Strukturen festgestellt werden. Das Zentrum wird von einer Plattform dominiert, auf der wiederum Bauten errichtet waren.